# 扬州财神庙
扬州财神庙包括扬州历史上曾有的数座供奉财神的著名庙宇。正月初五财神生日的接财神曾是扬州最重要的年俗活动。
扬州历史上的大财神庙位于东关街和彩衣街交界处的北侧约十米处，庙门坐北朝南，正对运司街，是扬州新城南北中轴线的北端
。1951年修筑国庆路北段时拆除。
东关街东段南侧的羊巷和问亭巷之间曾经还有一座小财神庙和小财神庙巷。
第三座财神庙即邗沟大王庙，位于邗江区竹西街道黄金村，黄金坝桥东北侧大王庙广场，坐南朝北，供奉两位吴王：春秋时的夫差和西汉时的刘濞。	